# Alexander E. L. Schulin
Alexander Schulin (* 7. März 1965 in Gießen) ist ein deutscher Theaterregisseur, der vor allem im Bereich Musiktheater und Oper an Bühnen Deutschlands und Europas inszeniert.
Nach seinem Studium der Theater- und Opernregie an der Hochschule für Musik und Theater München bei August Everding von 1987 bis 1991 arbeitete er zunächst von 1991 bis 1998 als Regieassistent und Spielleiter an der Bayerischen Staatsoper und der Staatsoper Unter den Linden in Berlin sowie bei den Salzburger Festspielen. Künstlerisch prägend waren für ihn vor allem seine Assistenzen bei Patrice Chéreau in Paris, Berlin und Salzburg.

## Inszenierungen im Bereich Musiktheater
Seit seiner Inszenierung von Mozarts Singspiel Zaide (Uraufführung der Bearbeitung durch Irene Dische und Hans Magnus Enzensberger) im Hebbel-Theater Berlin (1996), inszenierte Alexander Schulin ein breites Spektrum an Werken der Opernliteratur. Besonders hervorzuheben ist sein Zyklus an „Italienischen Frauenopern“ am Verbundtheater Krefeld-Mönchengladbach 2000–2003 (Madama Butterfly, Luisa Miller, Maria Stuarda und La traviata) sowie sein gefeiertes Wagner-Debüt am selben Haus (Tannhäuser, 2004). Eher unglücklich zeigte Schulin sich mit dem Resultat seiner Arbeit beim Maggio Musicale in Florenz (Eugen Onegin, 2000) und seinem Debüt an der Hamburgischen Staatsoper (Un ballo in maschera, 2001), laut eigener Aussage ein „Flop“. Die gleiche Produktion überarbeitete er allerdings für die Opéra National de Montpellier 2004.
Große Erfolge beim Publikum und in der Presse hatte Schulin außerdem mit seinen Produktionen am Staatstheater Nürnberg (L’elisir d’amore, 2003 und Lucia di Lammermoor, 2005), in Kiel (Don Quijote und Lázaro von Cristóbal Halffter, deutsche Erstaufführung bzw. Uraufführung, 2006 und 2008) und Dortmund (Hoffmanns Erzählungen, 2006); mehrere seiner Produktionen wurden zudem in den alljährlichen Kritikerumfragen der Fachzeitschrift Opernwelt für die beste Inszenierung bzw. Produktion des Jahres nominiert.
Schulins Interpretation von Arrigo Boitos Mefistofele (2004) am Staatstheater Karlsruhe gilt als Meilenstein in der Rezeption dieses eher unbekannten Werkes und wurde zu einem triumphalen Erfolg für ihn, seinen Bühnenbildner Christoph Sehl und das Ensemble. Die Stuttgarter Zeitung schrieb: „…Schulin versucht das Unmögliche in der plakativsten der Künste: Subtilität. Wie ein Peter Brook des Musiktheaters überwindet er Pose und Mache und weicht doch den Schaueffekten nicht aus…“. Auch seine Inszenierung von Hindemiths Mathis der Maler im Frühjahr 2007 wurde von der Presse als „ein großer Wurf“ bezeichnet und der Produktion („ein psychologisches Beziehungsspiel mit äußerst präziser Personenführung“) eine „eminent kluge szenische Realisation“, eine „verblüffend spannende szenische Lösung dieses eher spröden Stoffs“ attestiert.
Schulin ist seit dem Wintersemester 2008 Professor für Szenischen Unterricht und Leiter des Instituts für Musiktheater an der Hochschule für Musik Freiburg. Neben seiner Lehrtätigkeit widmet er sich insbesondere unbekannteren Werken der Musiktheaterliteratur, so zum Beispiel der Wiederaufführung von Pergolesis L’olimpiade bei den Innsbrucker Festwochen der Alten Musik. Diese Regiearbeit rief geteiltes Echo hervor. So schrieb die Süddeutsche Zeitung: „Alexander Schulin lässt die […] Sänger hilflos herumstaksen, entwickelt unmotivierten Aktionismus in den Arien und pflegt einen bloß biederen Witz. Zuletzt ist unklar, ob das Stück etwas taugt oder nicht. Nur eines ist sicher: Die Aufführung sucht keinerlei Anbindung ans Heute. Der Abend wäre nicht der Rede wert, wenn er in seiner Qualität ein Reinfall beim Publikum wäre. Aber das ist er nicht. Die gepflegte Langeweile, die sich da fünf Stunden lang in Innsbruck ereignet, wird ohne jedes Buh beklatscht.“ Die New York Times urteilte hingegen: „Alexander Schulin’s stylish production is alert to the opera’s shifting moods and keeps the many arias dramatically lively without resorting to contrived action. He also made discreet use of humor, which if overused can ruin the mood of an opera seria.“

## Inszenierungen
1992
- 3. Münchener Biennale für Neues Musiktheater – Die wundersame Geschichte des Peter Schlemihl Figurentheater nach Chamisso, Komposition Susanne Erding

1994
- Prinzregententheater München – Krabat nach dem Roman von Otfried Preußler,

1996
- Hebbel-Theater, Berlin, Koproduktion mit der Staatsoper Unter den Linden – Mozart Zaide (UA der neuen Textfassung von Irene Dische und Hans Magnus Enzensberger)
- Prinzregententheater München – Animal Farm nach George Orwell
- Apollosaal der Staatsoper Unter den Linden – Haydn L’isola disabitata

1998
- Stadttheater Hildesheim – Massenet Manon
- Symphony Center Chicago / Chicago Symphony Orchestra – Beethoven Fidelio (UA der neuen Monolog-Fassung von Edward Said)
- Staatsoper Unter den Linden, Berlin – Adam Der Postillon von Lonjumeau
- Stadttheater Hildesheim – Hindemith Cardillac (Urfassung)

2000
- Opernhaus Halle – Mozart Così fan tutte
- Vereinigte Bühnen Krefeld/Mönchengladbach – Puccini Madama Butterfly
- Maggio Musicale Fiorentino Florenz – Tschaikowski Eugen Onegin
- Nationale Reisopera Enschede – Rossini Il barbiere di Siviglia

2001
- Grazer Oper – Mozart La finta giardiniera
- Vereinigte Bühnen Krefeld/Mönchengladbach – Verdi Luisa Miller
- Hamburgische Staatsoper – Verdi Un ballo in maschera
- Volksoper Wien – Zeller Der Vogelhändler

2002
- Badisches Staatstheater Karlsruhe – Verdi Falstaff
- Vereinigte Bühnen Krefeld/Mönchengladbach – Donizetti Maria Stuarda
- Stadttheater Ulm – Rossini Il barbiere di Siviglia (Übernahme von der Nationale Reisopera Enschede)

2003
- Vereinigte Bühnen Krefeld/Mönchengladbach – Verdi La traviata
- Staatstheater Nürnberg – Donizetti Der Liebestrank
- Grazer Oper – Künneke Der Vetter aus Dingsda

2004
- Vereinigte Bühnen Krefeld/Mönchengladbach – Wagner Tannhäuser und der Sängerkrieg auf Wartburg
- Badisches Staatstheater Karlsruhe – Boito Mefistofele
- Opéra national de Montpellier – Verdi Un ballo in maschera

2005
- Lucerne Festival/Luzerner Theater – Strawinski The Rake’s Progress
- Staatstheater Nürnberg – Donizetti Lucia di Lammermoor
- Theater Bielefeld – Beethoven Fidelio

2006
- Nationaltheater Mannheim – Verdi Rigoletto
- Theater Dortmund – Offenbach Hoffmanns Erzählungen
- Theater Kiel – Halffter Don Quijote (deutsche Erstaufführung)

2007
- Theater Dortmund – Strauss Salomé
- Universität der Künste, Berlin – Mozart Nozze/Figaro 1.2 (1. und 2. Akt Le nozze di Figaro, Hochschulprojekt mit Studierenden)
- Badisches Staatstheater Karlsruhe – Hindemith Mathis der Maler

2008
- Grand Théâtre de Luxembourg/Luxembourg Festival – Legrenzi Il Giustino
- Badisches Staatstheater Karlsruhe – Giordano André Chénier
- Musikfestspiele Potsdam Sanssouci – Cavalli La Rosinda
- Theater Kiel – Halffter Lázaro (Uraufführung)

2009
- Grazer Oper – Wagner Die Meistersinger von Nürnberg
- Hochschule für Musik Freiburg – Sullivan Patience or Bunthorne's Bride, Hochschulprojekt mit Studierenden
- Theater Lübeck – Schoeck Penthesilea
- Hochschule für Musik Freiburg – nach Debussy Pelléas/Mélisande/Golaud, Hochschulprojekt mit Studierenden

2010
- Badisches Staatstheater Karlsruhe – Verdi I masnadieri
- Hochschule für Musik Freiburg – Haydn La fedeltà premiata, Hochschulprojekt mit Studierenden
- Innsbrucker Festwochen der Alten Musik – Pergolesi L’olimpiade

2011
- Hochschule für Musik Freiburg/Theater Freiburg – Schumann Schumann in Endenich/Der Rose Pilgerfahrt, Hochschulprojekt mit Studierenden
- Badisches Staatstheater Karlsruhe – Gottfried von Einem/Wolfgang Rihm Dantons Tod/Eine Straße, Lucile
- Lucerne Festival/Luzerner Theater – Britten A Midsummer Night’s Dream

2012
- Hochschule für Musik Freiburg – Lortzing ABCD oder Die Stimme der Natur, Hochschulprojekt nach Der Wildschütz mit Studierenden

2013
- Hochschule für Musik Freiburg – Chabrier L’ÉTOILE, Hochschulprojekt mit Studierenden
- Hochschule für Musik Freiburg/Theater Freiburg – Monteverdi Monteverdi 20.13, Hochschulprojekt mit Studierenden
- Wagner Festival Geneva – Wagner Der fliegende Holländer Pariser Fassung von 1841